# Jean-Claude Turcotte
Jean-Claude Turcotte, francosko-kanadski rimskokatoliški duhovnik, škof in kardinal, * 26. junij 1936, Montréal, Kanada, † 8. april 2015, Montréal.

## Življenjepis
24. maja 1959 je prejel duhovniško posvečenje.
14. aprila 1982 je bil imenovan za pomožnega škofa Montréala in za naslovnega škofa Suasa; 29. junija istega leta je prejel škofovsko posvečenje.
17. marca 1990 je bil imenovan za nadškofa Montréala.
26. novembra 1994 je bil povzdignjen v kardinala in imenovan za kardinal-duhovnika Nostra Signora del SS. Sacramento e Santi Martiri Canadesi.